# 芦集乡
芦集乡，是中华人民共和国河南省信阳市淮滨县下辖的一个乡镇级行政单位。

## 行政区划
芦集乡下辖以下地区：
芦集村、程营村、李寨村、莲花村、梁围村、刘台村、白营村、马埠口村、宋湾村、项营村、项庄村、新庄村、邢营村、杨寨村、叶集村、张楼村、吉庙村、董空村、淮滨村、大王庄村、李新寨村、龙王庙村、王家空村、许老围村和尹营村。